# 2010 GA6
2010 GA6是2010年发现的一颗近地小行星。它由在亚利桑那州图森的天文学家通过卡特林那巡天系统发现。2010 GA6的直径约22米，为阿波罗型小行星。
该小行星曾经被列入对地球有潜在威胁的小行星之列，但在2010年4月8日排除这一判断。它在4月9日7：06（UTC+8）安全掠过地球，在此过程中，它最靠近地球时的距离为359,000公里，差不多相当于地月距离的90%。